# Пастевник (Нижньосілезьке воєводство)
Пастевник (пол. Pastewnik) — село в Польщі, у гміні Марцишув Каменноґурського повіту Нижньосілезького воєводства.
Населення — 266 осіб (2011).
У 1975-1998 роках село належало до Єленьоґурського воєводства.

## Демографія
Демографічна структура станом на 31 березня 2011 року:
|          | Загалом | Допрацездатний вік | Працездатний вік | Постпрацездатний вік |
| -------- | ------- | ------------------ | ---------------- | -------------------- |
| Чоловіки | 136     | 24                 | 103              | 9                    |
| Жінки    | 130     | 24                 | 80               | 26                   |
| Разом    | 266     | 48                 | 183              | 35                   |

## Галерея

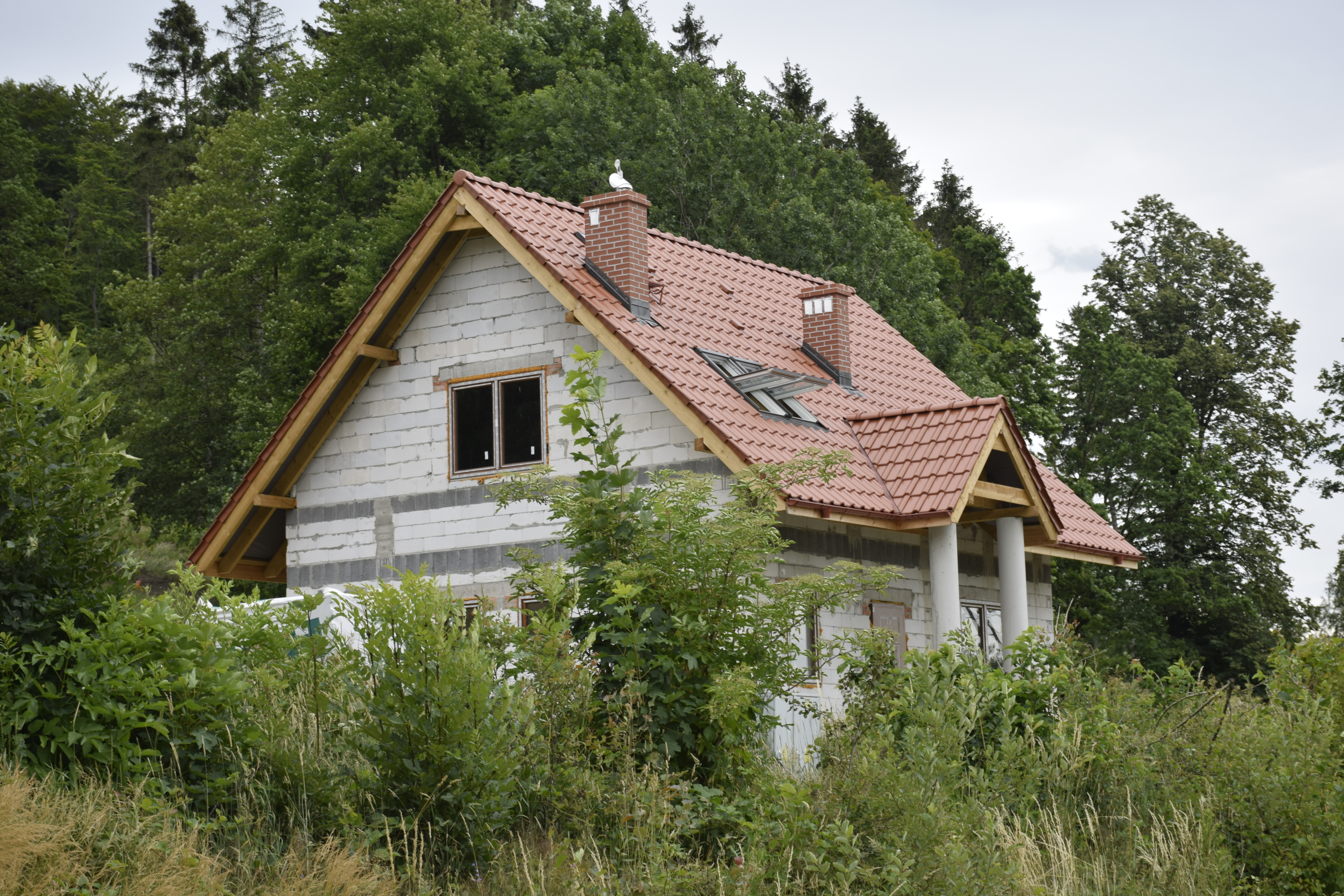
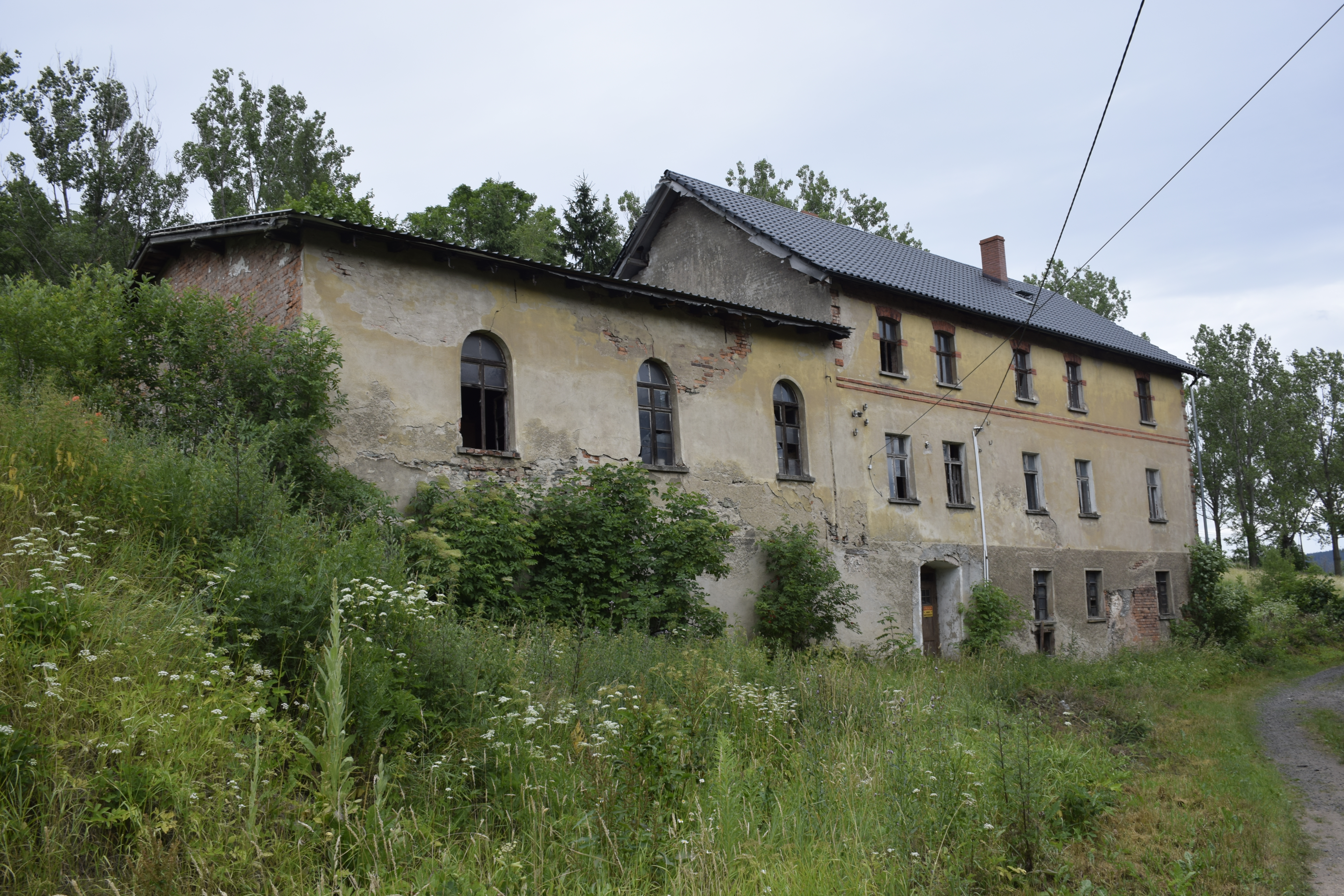
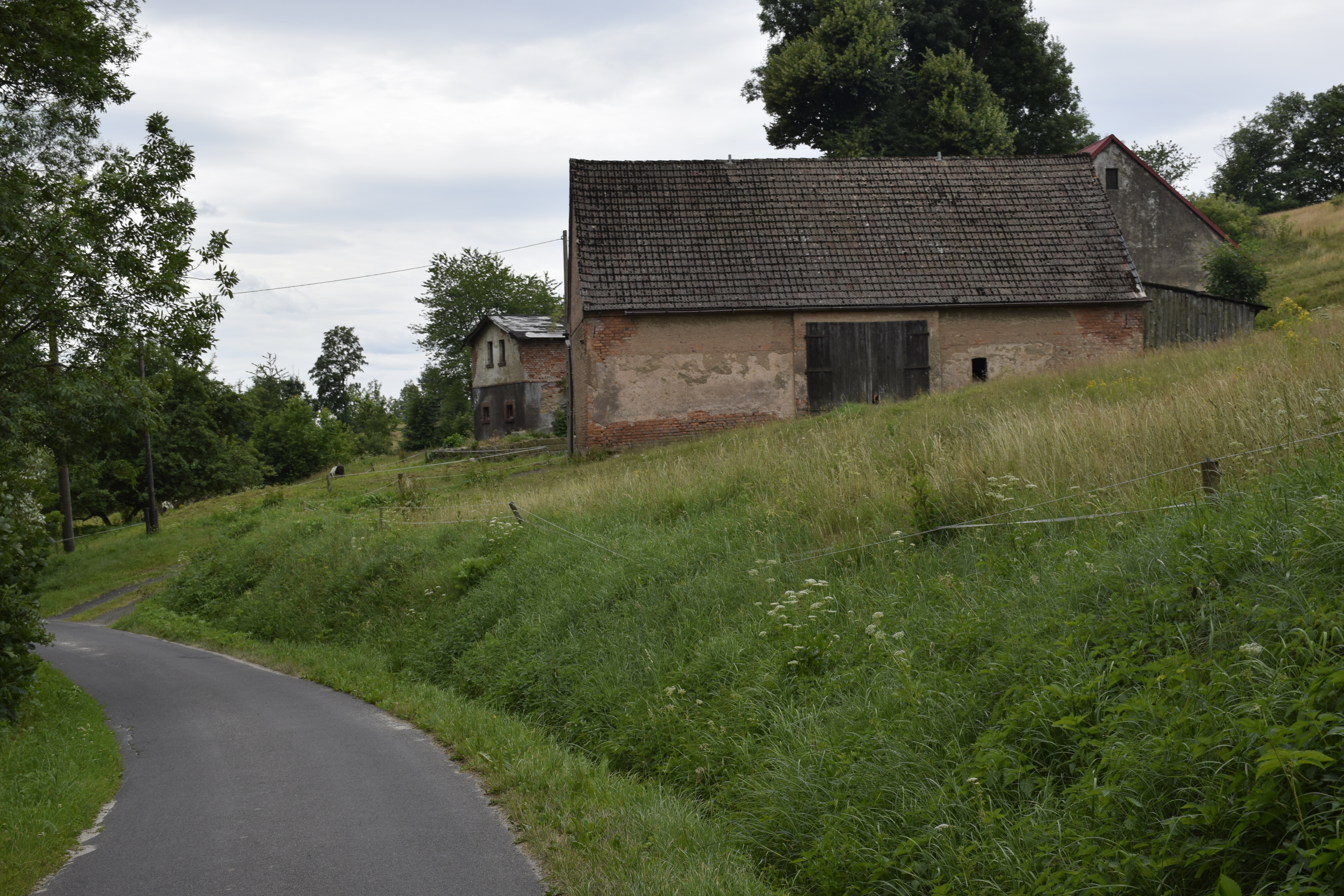